# ピエール・ピエルロ
ピエール・ピエルロ（Pierre Pierlot, 1921年4月26日 - 2007年1月9日）は、フランスのオーボエ奏者。

## 生涯
パリの生まれ。ヴァランシエンヌ音楽院でガストン・ロンガットに師事した後、パリ音楽院でルイ・ブルーゼ (Louis Bleuzet) の薫陶を受け、1941年にプルミエ・プリを得ている。また、フェルナン・ウーブラドゥから室内楽も学んだ。なお日本での記事の多くに「ヴァランシエンヌ」をスペインの「バレンシア」と混同した記述が多く見られ、本人のジョークの種となっていた。
ヴィシー政権下の大戦中は、近衛秀麿主宰の「コンセール・コノエ」にクラリネットのジャック・ランスロ等と共に参加した。
1946年からジャン＝ピエール・ランパル、ジャック・ランスロ、ポール・オンニュ、ジルベール・クルシエと木管五重奏団を結成して演奏活動を開始し、翌年にはパリのオペラ＝コミック座に首席オーボエ奏者として加わった。
1949年にはジュネーヴ国際音楽コンクールのオーボエ部門で優勝を飾り、1951年からはロベール・ヴェイロン＝ラクロワらとパリ・バロック・アンサンブルを結成してバロック音楽の紹介に努めた。一方で、ジャック・イベール、フランシス・プーランクやダリウス・ミヨーらの作品を手掛けている。
プーランクのオーボエ・ソナタは、書法においてピエルロの助言を受けながら作曲が進められ、初演の段取りまで決まっていたが、直前にプーランクが急逝したため、作曲者に替ってジャック・フェヴリエのピアノ伴奏で初演が実現した。
1969年から1986年までパリ音楽院で教鞭をとった。その前から主にパリ・バロック・アンサンブルの一員として頻繁に来日、読売日本交響楽団（若杉弘指揮）とモーツァルトの協奏曲も演奏した1960年代から1990年代まで日本で数多くの演奏会に出演した。